# 阿卡丁先生
《阿卡丁先生》（英語：Mr. Arkadin，1955年在西班牙首次发行），又譯「阿卡汀先生」、「阿卡登先生」，英国版称为《机密报告》（[Confidential Report] 错误：{{Lang}}：文本有斜体标记（帮助）），是一部法国、西班牙、瑞士合拍电影，奥森·威尔斯编导，拍摄地包括西班牙的布拉瓦海岸、塞哥维亚、巴利亚多利德、马德里等地。西班牙之外的拍摄场地包括伦敦、慕尼黑、巴黎、法国蔚蓝海岸和瑞士的西庸城堡等地。

## 剧情
盖伊·范斯特拉登，一个在欧洲游荡的美国走私者，来到了一个叫布拉科的人的凶杀现场。垂死的人低声说出两个人的名字，据称能给人带来巨大财富，其中之一是格雷戈里·阿卡丁。用这一点信息和种种手段，范斯特拉登设法搭上千万富翁、商业巨头和社会名流阿卡丁的女儿雷娜。最后他如愿见到了阿卡丁，阿卡丁雇用范斯特拉登调查自己的过去，他声称1927年之前的记忆已完全丧失。
范斯特拉登周游世界各地，得知阿卡丁是战后欧洲的黑帮老大，阿卡丁只是化名。所有知道他过去的人最后都被杀害了，包括布拉科、米莉。范斯特拉登试图拯救最后一个知情者祖克，但祖克仍遇害。他乘飞机去见雷娜，让雷娜对父亲说自己已把所有事情告诉了她。阿卡丁大受刺激，驾驶着飞机坠向地面。

## 演员
- 奥森·威尔斯 饰 格雷戈里·阿卡丁（Gregory Arkadin）
- 罗伯特·阿登（英语：Robert Arden） 饰 盖伊·范斯特拉登（Guy Van Stratten）
- 帕特里夏·梅迪纳（英语：Patricia Medina） 饰 米莉（Mily）
- 保拉·莫里（英语：Paola Mori） 饰 雷娜·阿卡丁（Raina Arkadin）
- 阿基姆·坦米罗夫（英语：Akim Tamiroff） 饰 雅各布·祖克（Jakob Zouk）
- Grégoire Aslan（英语：Grégoire Aslan） 飾 Bracco
- Jack Watling（英语：Jack Watling） 飾 Bob
- 米沙·奧爾（英语：Mischa Auer） 飾 the Professor
- Peter van Eyck（英语：Peter van Eyck） 飾 Thaddeus
- 迈克尔·雷德格雷夫 飾 Burgomil Trebitsch
- Suzanne Flon（英语：Suzanne Flon） 飾 Baroness Nagel
- Frederick O'Brady 飾 Oskar
- 卡汀娜·帕辛歐 飾 Sophie Radzweickz Martinez
- Manuel Requena 飾 Jesus Martinez
- Tamara Shayne（英语：Tamara Shayne） 飾 the woman who hides Zouk
- Terence Langdon 飾 Mr. Arkadin's Secretary
- 翟·科比（英语：Gert Fröbe） 飾 a Munich Detective
- Eduard Linkers（英语：Eduard Linkers） 飾 a Munich Policeman
- 戈登·希斯（英语：Gordon Heath） 飾 the pianist in the Cannes bar
- Annabel 飾 the woman with a baguette in Paris
- Irene López Heredia 飾 Sofía（只出現在西班牙版）
- Amparo Rivelles（英语：Amparo Rivelles） 飾 Baroness Nagel（只出現在西班牙版）

## 制作
这部电影有着纠缠不清的历史。这个故事是根据广播剧《哈利·莱姆的生活》（The Lives of Harry Lime）改编的，而那部广播剧又是基于威尔斯在《黑獄亡魂》中所扮演的角色。主要的来源是《神秘的人》（Man of Mystery）那一集。阿卡丁特征中的关键因素来自现实生活中的军火商巴希尔·扎哈罗夫，比如神秘的出生地，在法国蔚蓝海岸的财产和西班牙的城堡。
电影发行了几个不同版本。威尔斯错过了剪辑的最后期限，所以制片人路易斯·多维列特接管了这部电影，并制作了几个版本，但均未获威尔斯首肯。乔纳森·罗森鲍姆的文章《七个阿卡丁》（The Seven Arkadins）试图详细描绘不同的版本，包括小说和广播剧。一部署名威尔斯的同名小说使情况更加混乱，威尔斯称，他不知道这本书的存在，直到他在书店看到一个副本。
1982年威尔斯称《阿卡丁先生》是他一生中“最大的灾难”，因为他丧失了创作控制权，且影片在1962年前都无法在美国发行。保拉·莫里在片中扮演他的女儿。在个人生活她是保拉·迪基尔女伯爵，后来将成为威尔斯的第三任妻子。

## 版本
- 西班牙版（93分钟）是首个与观众见面的版本，西班牙语版是在英语版拍完后紧接着制作的，1955年3月在马德里首映。虽然演职人员大部分相同，但至少有两个角色由西班牙演员扮演，安帕罗·里韦列斯饰演内格尔男爵夫人，伊雷妮·埃雷迪亚饰演索菲·拉德兹维克·马尔蒂内兹。有些场景是在英文对话上加上西班牙语配音，但多数场景是以西班牙语表演的。演员表中将罗伯特·阿登称为Bob Harden。
- 另一个西班牙版本罗森鲍姆在写《七个阿卡丁》时还没有看到。这个版本中阿登的名字被改为Mark Sharpe。
- 《机密报告》（98分钟）是最常见的欧洲发行版本，1955年8月于伦敦首映。这个版本的一个主要区别是范斯特拉登的旁白。罗森鲍姆推测，这个版本的剪辑是基于威尔斯剧本的初稿，因为它的叙事远远比“科林斯”版简单。
- 科林斯版（99分钟），由最初的美国发行商得名。直到2006年重新剪辑版出现，它被认为是最接近威尔斯观念的版本[5]。彼得·波格丹诺维奇（英语：Peter Bogdanovich）于1961年发现其存在，并于1962年第一次在美国发行，这时它在欧洲公映已经七年了。
- 最广泛流传的版本（95分钟），是为电视/家庭视频发行的。 它完全抹杀了电影的闪回结构，提供了一种简单的线性叙事。罗森鲍姆将其描述为“最不满意的版本”，是“科林斯”版经过“笨拙地截断”的版本，经常在半句话时剪辑，让一些对话变得不知所云。[6]
- 2006年重新剪辑版（106分钟）：虽然没有版本可以算得上是权威版本，因为威尔斯从来没有编辑完电影，这很可能是最接近威尔斯最初设想的版本。2006年，由慕尼黑电影资料馆（英语：Munich Film Museum）的Stefan Drössler和卢森堡市立电影资料馆的Claude Bertemes剪辑完成了这个版本，彼得·波格丹诺维奇和乔纳森·罗森鲍姆给予技术援助。它使用了所有可用的英语材料，并尝试跟威尔斯计划的结构和编辑风格尽可能接近。但是，它仍只是一个近似的版本。[7]

## 风格
奥森·威尔斯长于气氛的营造，《阿卡丁先生》也是如此，快速剪辑在片中得到广泛应用。导演用后拉镜头表现范斯特拉登沉入楼道的阴影，暗示他灰暗的前景。范斯特拉登把故事告诉祖克之后，镜头迅速的切换至幽暗的那不勒斯港口，制造疏离感。灰暗的画面充满全片，是典型的黑色电影风格的体现。范斯特拉登去见阿卡丁渺小的身影，各种仰角和俯角镜头，显示出双方力量的强烈对比。弗朗索瓦·特吕弗认为该片中的场景也受到了莎士比亚的启发。阿卡丁最后追踪盖伊的那场戏，飞机满员，他大喊愿意以一万美元买座位，是理查三世“一马失社稷”的现代变体。他还认为阿登、梅迪纳、坦米罗夫等人在片中的发挥都是各自生涯中的最佳。

## 延伸阅读
- 姚世权译. 阿卡汀先生. 收录于:威尔斯著. 审判 奥逊·威尔斯电影剧本选集. 北京市：中国电影出版社, 1987.